# Lewis McKenzie

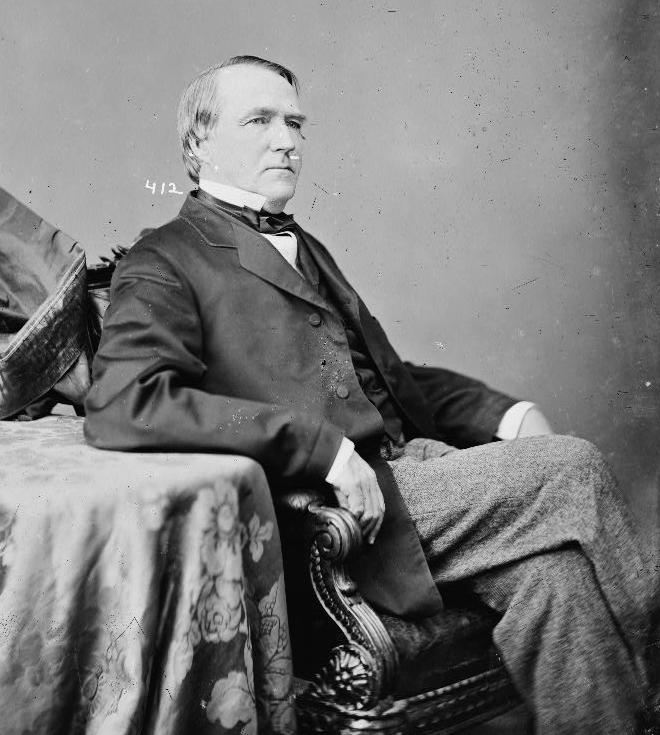
Lewis McKenzie

Lewis McKenzie (* 7. Oktober 1810 in Alexandria, Virginia; † 28. Juni 1895 ebenda) war ein US-amerikanischer Politiker. Im Jahr 1863 sowie von 1870 bis 1871 vertrat er den Bundesstaat Virginia im US-Repräsentantenhaus.

## Werdegang
Nach einer guten Schulausbildung arbeitete Lewis McKenzie im Handel. Außerdem schlug er eine politische Laufbahn ein. Von 1855 bis 1859 saß er im Stadtrat von Alexandria. Zwischen 1861 und 1863 war er Bürgermeister dieser Stadt. Nach dem Ausschluss des Kongressabgeordneten Charles H. Upton wurde McKenzie als Unionist bei der fälligen Nachwahl für den siebten Sitz von Virginia als dessen Nachfolger in das US-Repräsentantenhaus in Washington, D.C. gewählt, wo er am 16. Februar 1863 sein neues Mandat antrat, das er für wenige Wochen bis zum 3. März 1863 vor dem Hintergrund des Bürgerkrieges ausübte. Danach wurde das Mandat bis 1870 nicht mehr besetzt, da Virginia nicht mehr Teil der Union war.
Von 1863 bis 1866 sowie nochmals zwischen 1868 und 1870 war McKenzie erneut Stadtrat in Alexandria. Nach der Wiederzulassung Virginias zur Union wurde er als Mitglied der kurzlebigen Conservative Party erneut im siebten Wahlbezirk seines Staates in den Kongress gewählt, wo er zwischen dem 31. Januar 1870 und dem 3. März 1871 die laufende Legislaturperiode beendete. Später wurde er Präsident der Eisenbahngesellschaft Washington and Ohio Railroad. Im Jahr 1878 wurde er Posthalter in Alexandria; von 1887 bis 1891 war er letztmals Mitglied im Stadtrat seiner Heimatstadt. Lewis McKenzie starb am 28. Juni 1895 in Alexandria, wo er auch beigesetzt wurde.